# 아빠가 줄었어요
아빠가 줄었어요(Honey, We Shrunk Ourselves)는 미국에서 제작된 딘 컨디 감독의 1997년 액션, 모험, 코미디, 가족, SF 영화이다. 릭 모라니스 등이 주연으로 출연하였고 베리 베르날디 등이 제작에 참여하였다.

## 출연

### 주연
- 릭 모라니스
- 버그 홀
- 앨리슨 맥

### 조연
- 조조 애덤스
- 로빈 바틀렛
- 이브 고든
- 밀라 쿠니스
- 에리카 러트럴
- 스투어트 팬킨
- 제이크 리차드슨
- 리사 윌호이트

## 제작진
- 미술: 캐롤 윈스테드 우드